# Данило Болбот
Данило Болбот (Золбота)  — український військовий діяч та дипломат часів Івана Мазепи.

## Життєпис
Старший ("значний") військовий канцелярист Генеральної Військової канцелярії (1707/1709). За правління гетьмана Івана Мазепи йому було доручено кілька дипломатичних місій. Данило Болбот був одним з найвідданіших гетьману військових соратників. У січні 1707 року, за дорученням гетьмана, представив нового сотника в Конотопі Григорія Костенецького.[джерело?] 24 лютого 1708 року Іван Мазепа послав його разом з Іваном Скоропадським до російського царя, аби нейтралізувати свідчення донощиків проти себе. Він виконував і інші таємні доручення гетьмана Мазепи.  
Після повернення Данила Болбота у жовтні 1708 року з царської ставки у Борзну, гетьман оголосив старшині, що деякі особи застерігали його не їхати до Петра І. Хоча насправді, як зізнався Данило Болбот у 1714 році Пилипу Орлику в Бухаресті, він нічого подібного не від кого не чув і що ніхто не думав арештовувати гетьмана.
Данило Болбот возив листа від шведського першого міністра графа Піпера до Криму, весною 1709 року супроводжував з Очакова до Січі турецького посла. Згодом він перебував у Бендерах та Яссах. Пилип Орлик згадував, що у 1714 році Данило Болбот збирався іти в монастир.